# Liste der Nummer-eins-Hits in Mexiko (2023)
Diese Liste der Nummer-eins-Hits basiert auf den Top 10 der offiziellen mexikanischen Streamingcharts im Jahr 2023, die durch AMPROFON, die nationale Landesgruppe der IFPI, ermittelt werden. Nachdem die Veröffentlichung auf der AMPROFON-Website 2021 eingestellt worden war, wurde sie in diesem Jahr in Woche 17 (21. bis 27. April 2023) über Social Media wieder aufgenommen.

## Singles
| ← 2022 ← | Liste der Nummer-eins-Hits in Mexiko | Liste der Nummer-eins-Hits in Mexiko           | Liste der Nummer-eins-Hits in Mexiko | 2024 → |
| \| Zeitraum \| Wo. ges. \| Interpret \| Titel Autor(en) \| Zusätzliche Informationen \| \| (Zeitraum, Wochen auf Platz eins, Interpret, Titel, Autor[en], zusätzliche Informationen) \| \| \| \| \| \| ----------------------------------------------------------------------------------------- \| -------- \| ---------------------------------------------- \| ------------------------------------------------------------------------------------------------------------------------------------------------------------------------------------------------------ \| ------------------------------------------------------------------------------------------------------------------------------------------------------- \| \| 21. April 2023 – 25. Mai 2023 5 Wochen \| 5 \| Eslabon Armado feat. Peso Pluma \| Ella baila sola (Compa que le parece esa morra) Pedro Julian Tovar junior \| – \| \| 26. Mai 2023 – 1. Juni 2023 1 Woche \| 1 \| Fuerza Regida \| TQM Brandon Daniel Candia Nuñez, Miguel Armando Armenta Armenta, Jesús Ortíz Paz, Cristian Humberto Ávila Vega \| – \| \| 2. Juni 2023 – 22. Juni 2023 3 Wochen \| 3 \| Bizarrap feat. Peso Pluma \| Peso Pluma: Brzp Music Sessions, Vol. 55 Musik: Gonzalo Julián Conde, Santiago Pablo Exequiel Alvarado; Text: Hassan Emilio Kabande Laija \| – \| \| 23. Juni 2023 – 31. August 2023 10 Wochen (insgesamt 14) \| 14 \| Peso Pluma feat. Junior H & Gabito Ballesteros \| Lady Gaga Alexis Armando Fierro Román, Gabriel Ballesteros Abril \| – \| \| 1. September 2023 – 14. September 2023 2 Wochen (insgesamt 3) \| 3 \| Calle 24 feat. Chino Pacas & Fuerza Regida \| Qué onda Original: Jesús Manuel Nieves Cortés, Juno Watt, Jesús Ortíz Paz, Egbert Enrique Rosa Cintrón \| Umgestaltung: Miguel Armando Armenta Armenta, Jesús Ortíz Paz, Cristian Humberto Ávila Vega, Diego Armando Millán Medrando, Jonathan Fernando Caro Vega \| \| 15. September 2023 – 12. Oktober 2023 4 Wochen (insgesamt 14) \| 14 \| Peso Pluma feat. Junior H & Gabito Ballesteros \| Lady Gaga Alexis Armando Fierro Román, Gabriel Ballesteros Abril \| – \| \| 13. Oktober 2023 – 19. Oktober 2023 1 Woche \| 1 \| Bad Bunny \| Monaco Marco Daniel Borrero, Samuel David Jimenez, Benito Antonio Martínez Ocasio, Roberto José Rosado Torres junior, Argel Armando Lara Cuesta senior, Edward Florian Davadi junior, Charles Aznavour \| – \| \| 20. Oktober 2023 – 26. Oktober 2023 1 Woche (insgesamt 3) \| 3 \| Calle 24 feat. Chino Pacas & Fuerza Regida \| Qué onda \| – \| \| 27. Oktober 2023 – 15. Dezember 2023 7 Wochen \| 7 \| Fuerza Regida feat. Marshmello \| Harley Quinn Miguel Armando Armenta Armenta, Jesús Ortíz Paz, Moisés Lopéz, Carlos Daniel Gutierrez Trujillo, Jesus Rodriguez Junior, Jonathan Fernando Caro Vega, Osbaldo Sánchez \| – \| \| 15. Dezember 2023 – 7. März 2024 12 Wochen \| 12 \| Xavi \| La diabla Joshua Xavier Gutierrez Alonso, Ramon Alejandro Hernandez Ceballos \| – \| |                                      |                                                | | |
| ← 2022 |                                      |                                                | | → 2024 → |
| Zeitraum | Wo. ges.                             | Interpret                                      | Titel Autor(en) | Zusätzliche Informationen |
| (Zeitraum, Wochen auf Platz eins, Interpret, Titel, Autor[en], zusätzliche Informationen) |                                      |                                                | | |
| 21. April 2023 – 25. Mai 2023 5 Wochen | 5                                    | Eslabon Armado feat. Peso Pluma                | Ella baila sola (Compa que le parece esa morra) Pedro Julian Tovar junior | – |
| 26. Mai 2023 – 1. Juni 2023 1 Woche | 1                                    | Fuerza Regida                                  | TQM Brandon Daniel Candia Nuñez, Miguel Armando Armenta Armenta, Jesús Ortíz Paz, Cristian Humberto Ávila Vega                                                                                         | – |
| 2. Juni 2023 – 22. Juni 2023 3 Wochen | 3                                    | Bizarrap feat. Peso Pluma                      | Peso Pluma: Brzp Music Sessions, Vol. 55 Musik: Gonzalo Julián Conde, Santiago Pablo Exequiel Alvarado; Text: Hassan Emilio Kabande Laija                                                              | – |
| 23. Juni 2023 – 31. August 2023 10 Wochen (insgesamt 14) | 14                                   | Peso Pluma feat. Junior H & Gabito Ballesteros | Lady Gaga Alexis Armando Fierro Román, Gabriel Ballesteros Abril | – |
| 1. September 2023 – 14. September 2023 2 Wochen (insgesamt 3) | 3                                    | Calle 24 feat. Chino Pacas & Fuerza Regida     | Qué onda Original: Jesús Manuel Nieves Cortés, Juno Watt, Jesús Ortíz Paz, Egbert Enrique Rosa Cintrón                                                                                                 | Umgestaltung: Miguel Armando Armenta Armenta, Jesús Ortíz Paz, Cristian Humberto Ávila Vega, Diego Armando Millán Medrando, Jonathan Fernando Caro Vega |
| 15. September 2023 – 12. Oktober 2023 4 Wochen (insgesamt 14) | 14                                   | Peso Pluma feat. Junior H & Gabito Ballesteros | Lady Gaga Alexis Armando Fierro Román, Gabriel Ballesteros Abril | – |
| 13. Oktober 2023 – 19. Oktober 2023 1 Woche | 1                                    | Bad Bunny                                      | Monaco Marco Daniel Borrero, Samuel David Jimenez, Benito Antonio Martínez Ocasio, Roberto José Rosado Torres junior, Argel Armando Lara Cuesta senior, Edward Florian Davadi junior, Charles Aznavour | – |
| 20. Oktober 2023 – 26. Oktober 2023 1 Woche (insgesamt 3) | 3                                    | Calle 24 feat. Chino Pacas & Fuerza Regida     | Qué onda | – |
| 27. Oktober 2023 – 15. Dezember 2023 7 Wochen | 7                                    | Fuerza Regida feat. Marshmello                 | Harley Quinn Miguel Armando Armenta Armenta, Jesús Ortíz Paz, Moisés Lopéz, Carlos Daniel Gutierrez Trujillo, Jesus Rodriguez Junior, Jonathan Fernando Caro Vega, Osbaldo Sánchez                     | – |
| 15. Dezember 2023 – 7. März 2024 12 Wochen | 12                                   | Xavi                                           | La diabla Joshua Xavier Gutierrez Alonso, Ramon Alejandro Hernandez Ceballos | – |